# Dohari
Dohari (nepalski: दोहरी) – gaun wikas samiti w środkowej części Nepalu w strefie Narajani w dystrykcie Bara. Według nepalskiego spisu powszechnego z 2001 roku liczył on 550 gospodarstw domowych i 3872 mieszkańców (1852 kobiet i 2020 mężczyzn).